# Daryl Gurney
Daryl Gurney (Derry, 22 maart 1986) is een dartspeler uit Noord-Ierland. Bij dartsbond PDC won hij in 2017 de World Grand Prix en in 2018 de Players Championship Finals. Samen met Josh Rock won hij in 2025 voor Noord-Ierland de World Cup of Darts.

## Carrière
Gurney bereikte de kwartfinales van de 2008 Schotse Open en versloeg Andy Boulton en Alan Soutar alvorens te verliezen van Shaun Greatbatch. In 2008 bereikte Gurney de finale van de WDF Europe Cup. Hij won van Stig Jorgensen in de kwartfinale en vervolgens versloeg hij Fabian Roosenbrand met 4-0 in de halve finale, alvorens te verliezen van titelverdediger Mark Webster met 4-0 in de finale.
Gurney kwalificeerde zich voor de 2009 BDO World Championships. Hij won van voormalig Winmau World Masters-finalist Jarkko Komula en van Kim Huybrechts. Hij was daarmee de eerste Noord-Ierse speler sinds Mitchell Crooks in 2001 die de eindronde haalde. Hij versloeg Garry Thompson in de eerste ronde. In de tweede ronde speelde hij tegen de kampioen van 2007 en regerend Masterskampioen Martin Adams. Adams behaalde een 4-2-overwinning.
Het volgende jaar kwalificeerde Gurney zich opnieuw voor de 2010 BDO World Championships. Deze keer speelde hij tegen de debuterende Scott Mitchell. Gurney won met 4-2. In de tweede ronde speelde hij opnieuw tegen Adams en opnieuw werd hij verslagen.
Tijdens het PDC World Darts Championship 2016 overleefde hij de eerste ronde door Jamie Lewis uit Wales te verslaan, maar in de tweede ronde was wereldkampioen van 2015 Gary Anderson te sterk voor hem (4-1). 
Gurney kende zijn definitieve doorbraak tijdens het PDC World Darts Championship 2017. In dit toernooi versloeg hij achtereenvolgens Jermaine Wattimena met 3-1, Robert Thornton, de nummer 9 van de plaatsingslijst, met 4-3 en Mark Webster ook met 4-3, alvorens in de kwartfinales uitgeschakeld te worden door Michael van Gerwen met 5-1. Van Gerwen zou uiteindelijk het wereldkampioenschap winnen.
In juli 2017 haalt hij de halve finale van de World Matchplay Darts 2017 en verliest van Peter Wright. In augustus 2017 verslaat hij in de kwartfinale Gary Anderson tijdens de Melbourne Masters.
In oktober 2017 won Gurney de World Grand Prix door Simon Whitlock met een uitslag van 5-4 in sets te verslaan in de finale.
In november 2018 won Gurney de Players Championship Finals door in de finale Michael van Gerwen met 11-9 in legs te passeren.
Samen met Josh Rock kwam Gurney op de World Cup of Darts 2025 uit voor Noord-Ierland, dat als vierde land was geplaatst en dus de groepsfase mocht overslaan. In de knock-outfase versloeg het duo het tweetal uit Zuid-Afrika om de kwartfinale te bereiken. Daarin werd het koppel uit Ierland verslagen. In de halve finale versloegen de Noord-Ieren de thuisspelende Duitsers. Hierdoor stond voor het eerst een Noord-Iers duo in de finale van de World Cup. Gurney en Rock passeerden de Welshmen Jonny Clayton en Gerwyn Price met een uitslag van 10-9 in de finale om Noord-Ierland een eerste World Cup-titel te bezorgen.

## Privé
Gurney woont in zijn geboorteplaats Derry. Voordat hij professioneel darter werd, was hij loodgieter.

## Resultaten op wereldkampioenschappen

### BDO
- 2009: Laatste 16 (verloren van Martin Adams met 2-4)
- 2010: Laatste 16 (verloren van Martin Adams met 1-4)

### WDF
- 2007: Laatste 128 (verloren van Aodhagan O'Neill met 1-4)
- 2009: Laatste 64 (verloren van David Smith-Hayes met 1-4)

### PDC
- 2013: Laatste 32 (verloren van Dave Chisnall met 1-4)
- 2015: Laatste 64 (verloren van Ronnie Baxter met 1-3)
- 2016: Laatste 32 (verloren van Gary Anderson met 1–4)
- 2017: Kwartfinale (verloren van Michael van Gerwen met 1-5)
- 2018: Laatste 32 (verloren van John Henderson met 2–4)
- 2019: Laatste 32 (verloren van Jamie Lewis met 3-4)
- 2020: Laatste 32 (verloren van Glen Durrant met 2-4)
- 2021: Kwartfinale (verloren van Gerwyn Price met 4-5)
- 2022: Laatste 32 (verloren van Rob Cross met 3-4)
- 2023: Laatste 64 (verloren van Alan Soutar met 0-3)
- 2024: Laatste 16 (verloren van Dave Chisnall met 2-4)
- 2025: Laatste 32 (verloren van Jonny Clayton met 3-4)

## Resultaten op de World Matchplay
- 2016: Laatste 32 (verloren van Ian White met 2-10)
- 2017: Halve finale (verloren van Peter Wright met 15-17)
- 2018: Laatste 16 (verloren van Joe Cullen met 3-11)
- 2019: Halve finale (verloren van Rob Cross met 15-17)
- 2020: Laatste 16 (verloren van Vincent van der Voort met 5-11)
- 2021: Laatste 32 (verloren van Ian White met 7-10)
- 2022: Laatste 16 (verloren van Danny Noppert met 4-11)
- 2023: Kwartfinale (verloren van Joe Cullen met 11-16)
- 2024: Laatste 32 (verloren van Gerwyn Price met 4-10)
- 2025: Laatste 32 (verloren van Gerwyn Price met 7-10)